# Ирапуато
Ирапуато (шп. Irapuato) је град у Мексику у савезној држави Guanajuato. Према процени из 2005. у граду је живело 342.561 становника.

## Становништво
Према подацима са пописа становништва из 2010. године, град је имао 380.941 становника.
| 1990.   | 1995.   | 2000.   | 2005.   | 2010.   |
| ------- | ------- | ------- | ------- | ------- |
| 265.042 | 299.604 | 319.148 | 342.561 | 380.941 |